# Christian Dingert
Christian Dingert (Thallichtenberg, 14 juli 1980) is een Duits voetbalscheidsrechter. Hij is in dienst van FIFA en UEFA sinds 2013. Ook leidt hij wedstrijden in de Bundesliga.
Op 12 september 2010 leidde Dingert zijn eerste wedstrijd in de Duitse eerste divisie. De wedstrijd tussen 1. FC Köln en FC St. Pauli eindigde in een 1–0 overwinning voor Köln. Hij gaf in dit duel zes gele kaarten. Drie jaar later, op 18 juli 2013, floot de scheidsrechter zijn eerste wedstrijd in de UEFA Europa League. KR Reykjavík en Standard Luik troffen elkaar in de tweede ronde (1–3). In dit duel deelde de Duitse leidsman drie gele kaarten uit.
In 2021 werd Dingert door de UEFA opgenomen op de lijst van videoscheidsrechters voor het uitgestelde EK 2020. In april 2024 werd hij ook in deze rol gekozen voor het EK 2024 in Duitsland.

## Interlands
| Datum            | Plaats               | Wedstrijd               | Uitslag | Competitie             | Kreeg geel | Kreeg voor de tweede keer geel en dus rood | Weggestuurd |
| ---------------- | -------------------- | ----------------------- | ------- | ---------------------- | ---------- | ------------------------------------------ | ----------- |
| 5 maart 2014     | Netanja, Israël      | Israël – Slowakije      | 1 – 3   | Vriendschappelijk      | 3          | 0                                          | 0           |
| 12 oktober 2015  | Barysaw, Wit-Rusland | Wit-Rusland – Macedonië | 0 – 0   | EK 2016 kwalificatie   | 3          | 0                                          | 0           |
| 5 juni 2017      | Boedapest, Hongarije | Hongarije – Rusland     | 0 – 3   | Vriendschappelijk      | 4          | 0                                          | 0           |
| 20 november 2022 | Wenen, Oostenrijk    | Oostenrijk – Italië     | 2 – 0   | Vriendschappelijk      | 3          | 0                                          | 0           |
| 26 maart 2024    | Luxemburg, Luxemburg | Luxemburg – Kazachstan  | 2 – 1   | Vriendschappelijk      | 5          | 0                                          | 0           |
| 18 november 2024 | Warschau, Polen      | Polen – Schotland       | 1 – 2   | Nations League 2024/25 | 5          | 0                                          | 0           |

Laatste aanpassing op 19 november 2024.